# Atomic Heart
Atomic Heart je  FPS akční RPG videohra od studia Mundfish, kterou vydala společnost Focus Entertainment. Vyšla 21. února 2023 pro Windows, PlayStation 4, PlayStation 5, Xbox One a Xbox Series X/S.

## Hratelnost
Atomic Heart je FPS videohra s prvky akčního RPG. Boj ve hře se skládá ze střelby a boje zblízka s improvizovanými zbraněmi. Ve hře je k dispozici systém craftingu, kdy lze zbraně poskládat z kovových dílů, které lze oddělit od robotů nebo vzít z domácích spotřebičů. Zbraně lze také vylepšovat pomocí mechaniky zvané „kazety“. Munice je ve hře málo a je zde možnost plížení. Ve hře se také objevují quick-time eventy.

## Děj
Atomic Heart se odehrává v Sovětském svazu v alternativním roce 1955. Pokrok v robotice ve 30. letech 20. století umožnil SSSR porazit v roce 1941 nacistické Německo, i když s mnohem většími ztrátami na životech. Výsledkem je automatizace velké části sovětské pracovní síly a vývoj protointernetu zvaného „Kolektiv 1.0“, který tyto roboty propojuje, což do konce 40. let výrazně zvyšuje produktivitu a vědecký pokrok.
Současně vědec Dmitrij Sečenov vyvíjí „neuro-polymer“, programovatelný modul založený na živé tkáni. Sečenov, věřící v kolektivní vědomí, plánuje v roce 1955, v den svých 55. narozenin, uvést na trh nejpokročilejší iteraci „Kolektivu 2.0“. Kolektiv 2.0 umožňuje uživateli vylepšit jeho mentální schopnosti a mozkovou aktivitu, což způsobuje, že ve velmi krátkém čase vstřebává obrovské množství informací.
Hlavní postavou je psychicky labilní zvláštní agent KGB major Něčajev, přezdívaný P-3, který je vyslán Sečenovem, aby zabránil zhoršení situace v objektu 3826. P-3 se musí v objektu vypořádat s roboty, kteří se porouchali, s neúspěšnými biomechanickými experimenty a s vlastním duševním zdravím.

## Vývoj
Atomic Heart vyvíjí ruské studio Mundfish se sídlem na Kypru, které již dříve vyvinulo VR hru Soviet Lunapark, ale koncem roku 2018 vývoj ukončilo a hru vyřadilo ze seznamu, aby se mohlo soustředit na vývoj hry Atomic Heart. Studio používá Unreal Engine 4.

## Vydání
V únoru 2022 příběhový trailer ukázal, že hra Atomic Heart bude uvedena na „#######BER“, což naznačovalo, že hra vyjde v září, říjnu, listopadu nebo prosinci 2022. Později v listopadu 2022 bylo oznámeno, že hra vyjde 21. února 2023. V Společenství nezávislých států hru vydá sama společnost Mundfish a ve světě francouzská společnost Focus Entertainment.